# Бранданзиньо II
Жозе́ Ка́рлос Силве́йра Бра́га, более известный как Бранданзи́ньо или Бранданзи́ньо II, после завершения карьеры — Зезе́ (порт. José Carlos Silveira Braga; Brandãozinho; Zezé; 24 января 1930, Боа-Эсперанса-ду-Сул, Сан-Паулу — 5 января 2021, Араракуара, Сан-Паулу) — бразильский футболист, левый нападающий, выступавший в 1940—1960-е годы за ряд клубов в Бразилии, Франции и Испании.

## Карьера
Жозе Карлос Силвейра Брага — воспитанник школы клуба «Паулиста» (Сан-Карлус), в основном составе которого он дебютировал в 1945 году. С 1947 по 1950 год выступал за «Жабакуару» из Сантуса. В 1950 году перешёл в «Палмейрас». Сыграв за команду несколько товарищеских матчей, 20 августа 1950 года нападающий дебютировал в чемпионате штата Сан-Паулу. Игра с «Португезой Сантистой» завершилась вничью 1:1. Уже в следующей игре 17 сентября Бранданзиньо II (цифра в прозвище появилась для того, чтобы не путать игрока с полузащитником Бранданзиньо из «Португезы», который был на пять лет старше) отметился забитым голом в ворота «Гуарани». Встреча в Кампинасе завершилась победой «Палмейраса» 4:0.
В 1951 году Бранданзиньо II выиграл с «Палмейрасом» Кубок Рио — крупнейший международный клубный турнир своего времени, с марта по декабрь 2007 года ФИФА рассматривала возможность признать этот турнир прототипом Клубного чемпионата мира, но в итоге приняв отрицательное решение. В поздние годы Бранданзиньо II остался последним живым победителем этого турнира.
В 1952 году левый нападающий недолгое время выступал за «Сантос», и вскоре уехал играть в Европу. В сезоне 1952/53 помог «Монако» занять второе место во Второй лиге и выйти в элиту чемпионата Франции. С 1953 по 1956 год выступал за «Ниццу», с которой в сезоне 1955/56 стал чемпионом Франции. Во Франции познакомился со своей будущей супругой Сузаной.
За сборную Бразилии Бранданзиньо II не играл, но в составе сборной штата Сан-Паулу участвовал в матче открытия «Мараканы» в 1950 году. Именно в этой игре представители «Палмейраса» приметили левого нападающего, после чего он перешёл в стан «зелёных».
С 1957 по 1962 год играл в Испании за «Сельту», «Эспаньол» и «Реал Овьедо». Завершил карьеру футболиста в 1962 году в «Сельте». После этого вернулся на родину. Зезе (под таким именем он был известен после выхода на пенсию) вёл довольно закрытый образ жизни, редко давал интервью. В августе 2016 года удостоился памятной награды от «Палмейраса» в ходе празднования 102-го дня рождения клуба. Умер в Араракуаре 5 января 2021 года в возрасте 90 лет.

## Достижения
- Чемпион Франции: 1955/56
- Обладатель Кубка Рио: 1951